# メンソール・シガレット
「メンソール・シガレット」は、1977年3月21日にCBS・ソニー（現：ソニー・ミュージックレーベルズ）から発売された豊川誕の8枚目シングルである。

## 概要
当初はB面曲がA面扱いになる予定だったが、豊川本人の強い希望で『メンソール・シガレット』の方がA面曲となった。 
この『メンソール・シガレット』のレコーディングの際、テストの1takeでいきなりプロデューサーがOKを出したため、豊川にとっては全然納得のいかない状態でのレコード化となった。
『メンソール・シガレット』は元々、豊川が作曲者の三木たかしに「こんな曲を作って欲しい」と頼んだ結果、見事要求通り忠実に作られた曲だったため、非常に思い入れが強かった。 
それ故、本人は「今でもこの曲を聴く度に辛くなる」と語っている。

## 収録曲
- 作詞：麻生香太郎／作曲：三木たかし／編曲:いしだかつのり

1. メンソール・シガレット
2. 飛ぶのが怖い